# Monroeville (Pennsylvania)
Monroeville è una municipality degli Stati Uniti d'America, nella contea di Allegheny nello Stato della Pennsylvania. Secondo il censimento del 2000 la popolazione è di 29.349 abitanti.

## Storia
Il nome lo si deve a Joel Monroe; Monroeville venne costituita negli ultimi decenni del Settecento.

## Società

### Evoluzione demografica
La composizione etnica vede una prevalenza della razza bianca (85,58%) seguita da quella afroamericana (8,29%).

## Cultura
All'interno del Monroeville Mall sono state girate le scene del centro commerciale del film Zombi (Dawn of the Dead) di George A. Romero (1978).
| città di Monroeville Popolazione |        |
| 2000                             | 29.349 |
| Stima al 01-07-07                | 27.709 |